# Fabrizia Pons

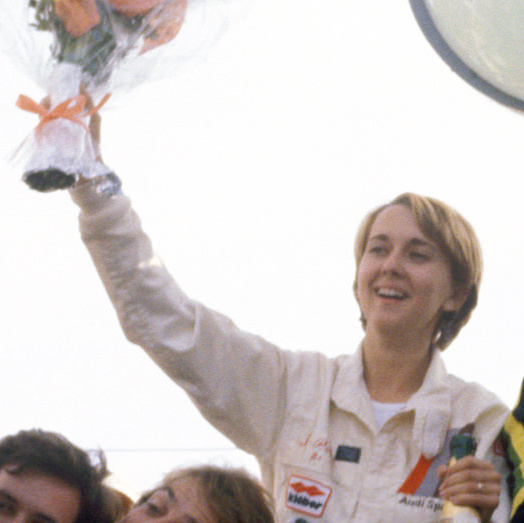
Fabrizia Pons (1981)

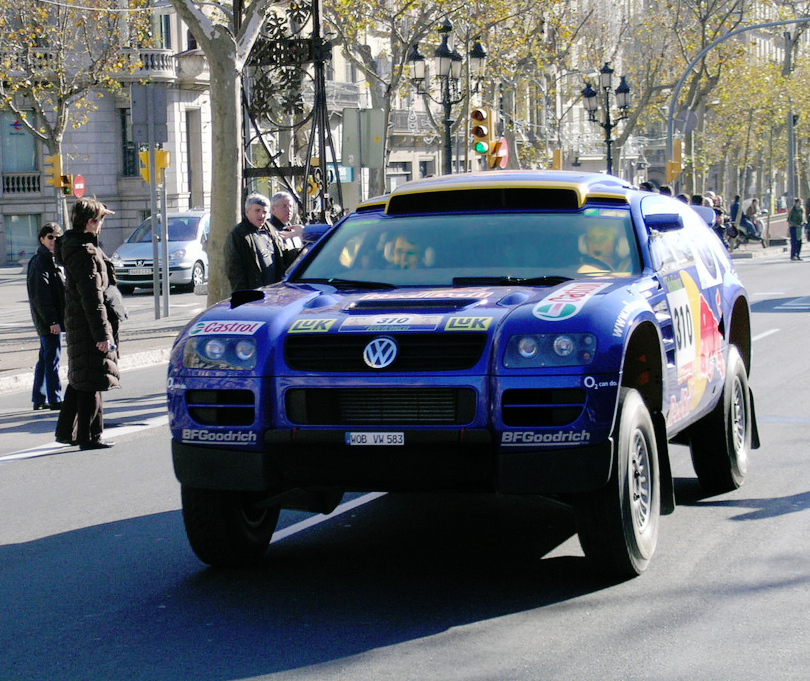
Kleinschmidt/Pons (links) im VW Race Touareg (2005)

Fabrizia Pons (* 26. Juni 1955 in Turin) ist eine italienische Rallye-Fahrerin und -Copilotin. Unter den Rallye-Copiloten ist sie neben Jean-Claude Lefèbvre die einzige, die auch am Lenkrad Punkte in der Rallye-Weltmeisterschaft erringen konnte. Mit Michèle Mouton wurde sie 1982 Vize-Weltmeisterin.

## Karriere

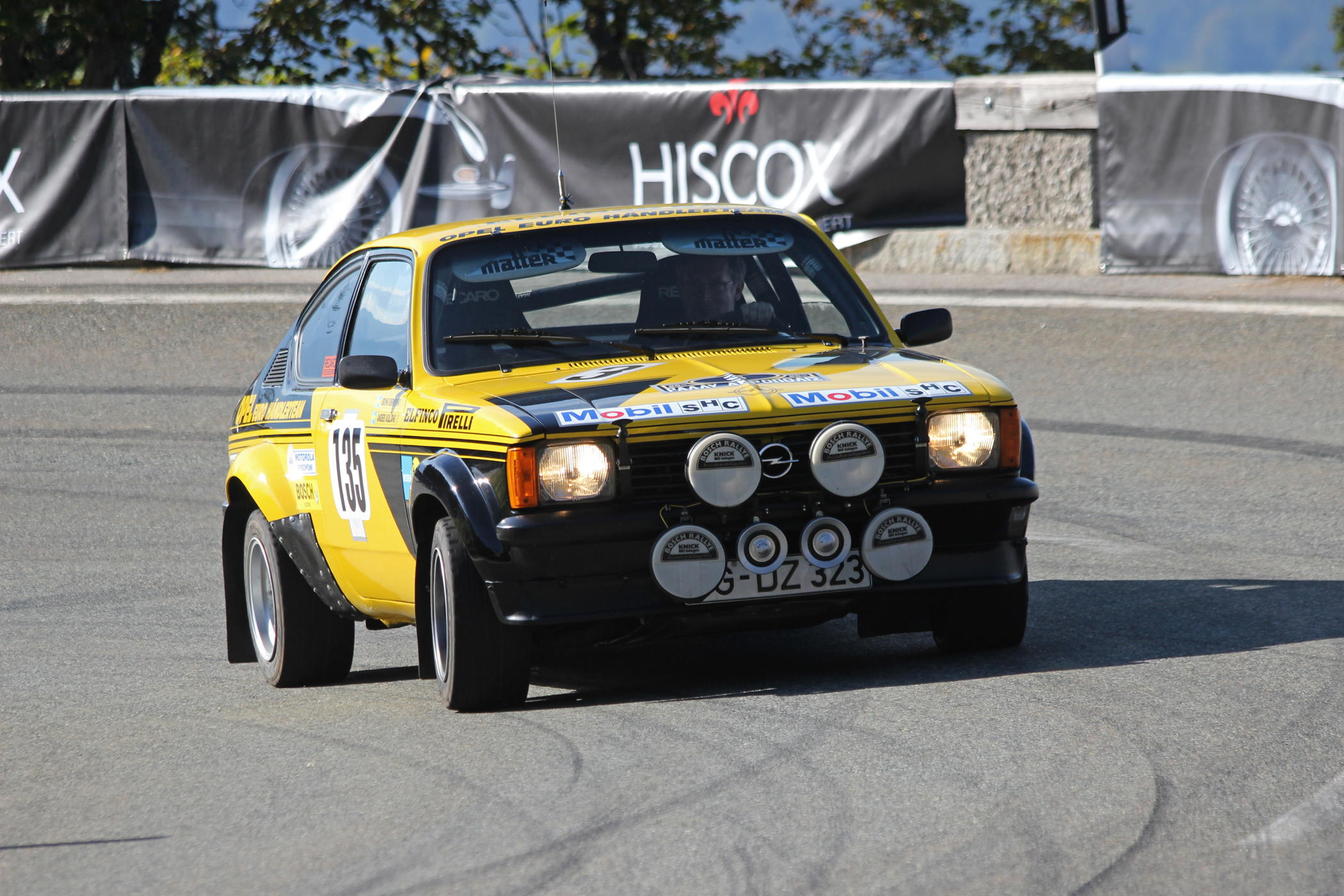
Mit einem Opel Kadett GT/E fuhr Fabrizia Pons WM-Punkte ein

### Motocross und Rallye (1969–1977)
Pons begann im Alter von 14 Jahren Motocross zu fahren, erreichte jedoch keine großen Erfolge. Nach einem schweren Unfall wurde sie drei Mal am Knöchel operiert. Nachdem ihr Arzt ihr weitere Starts mit dem Motorrad untersagt hatte, begann sie mit dem Rallye-Fahren. Pons nahm 1976 erstmals als Fahrerin an Veranstaltungen der italienischen Meisterschaft teil. Dort errang sie Klassensiege. Bei ihrem ersten Weltmeisterschaftslauf kam sie in diesem Jahr bei der Rallye Sanremo auf den 29. Platz. Im folgenden Jahr wechselte sie von bisher italienischen Fahrzeugen auf den Opel Kadett GT/E. Bei den Rallyes zur Rallye-Europameisterschaft in Italien kam sie mit Anna Gatti als Beifahrerin auf die Plätze 13, 14, 25, 33 und 45. In Sanremo kam sie als einziges Mal in ihrer Fahrerkarriere nicht ins Ziel.

### Rallye-Weltmeisterschaft (1978–2000)
Pons punktete 1978 als Fahrerin bei der Weltmeisterschafts-Rallye von Sanremo und kam dort auf den neunten Platz. Bei ihren EM-Starts kam sie auf die Plätze 15, 17, 21 und 30. Ihre Copilotin war Gabriella Zappia. Im Jahr 1979 startete sie ein einziges Mal bei der Rallye San Marino und wechselte dann fest auf den Platz der Copilotin. Als solche kam sie mit Franco Berruto bei der Rallye Monte Carlo 1978 auf den 80. Platz (den 18. Platz ihrer Klasse), bei Ausfällen 1977 und 1979 (mit Roger Grimaud).
Mit Luigi Battistolli konnte Pons 1979 EM-Punkte einfahren: Ein Sieg bei der ÖASC-Rallye, ein zweiter und ein achter Platz bei zwei Ausfällen. Mit der Mitropa-Rallye München-Wien-Budapest kam ein weiterer Sieg hinzu. Im folgenden Jahr erreichten sie nur einmal das Ziel mit einem sechsten Platz in einem EM-Lauf.

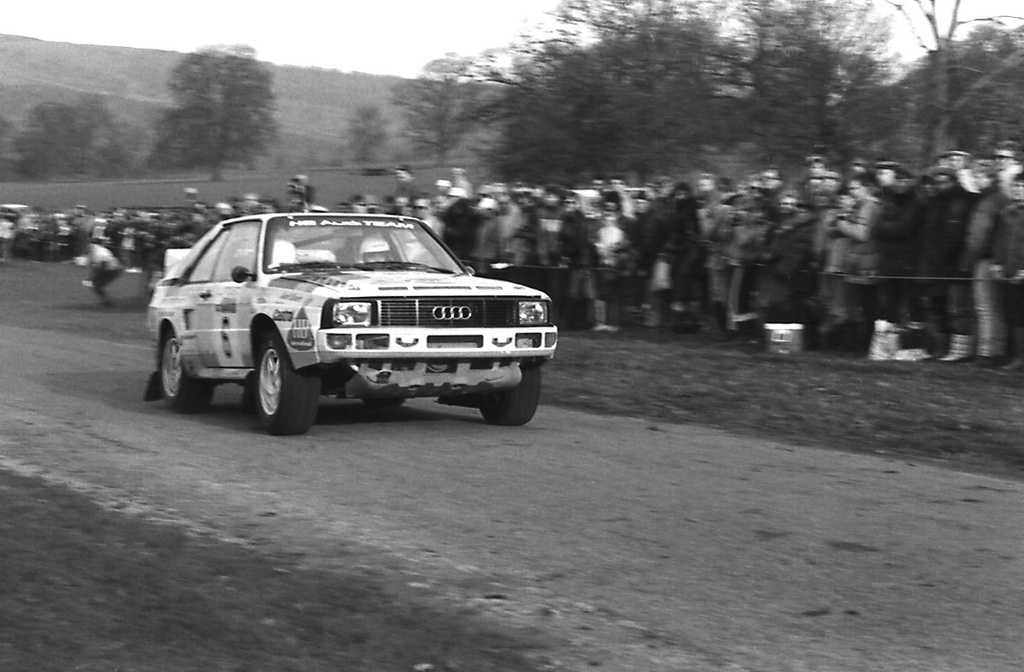
Mouton und Pons im Audi Sport quattro (1984)

Nachdem Pons die erste Anfrage Michèle Moutons für einen Scherz gehalten hatte, wurde sie doch 1981 Copilotin der bekannten Rallyefahrerin. Mit einem Audi quattro fuhren sie fünf Jahre um Weltmeisterschaftspunkte und erlebten die Entwicklung des Fahrzeugs vom Anfang bis an die Spitze. Ein vierter Platz in Portugal, ein 13. in Finnland und der erste Sieg eines Frauen-Teams bei der Rallye Sanremo waren das Ergebnis des ersten Jahres. Bei der Rallye Monte Carlo 1982 schieden sie durch Unfall aus. Es folgte ein fünfter Platz in Schweden. In Portugal, Griechenland und Brasilien lotste Pons Mouton zum Sieg. Dazwischen lag ein siebter Platz in Korsika und ein Ausfall durch eine gebrochene Ölleitung in Neuseeland. Nach einem vierten Platz in Finnland lag das Damen-Team auf Weltmeisterschaftskurs. Doch an der Elfenbeinküste schieden sie durch Unfall aus, während Walter Röhrl gewann. Nach einem abschließenden zweiten Platz bei der RAC-Rallye lagen Mouton/Pons in der Endabrechnung wenige Punkte hinter Röhrl/Geistdörfer.
Mouton/Pons kamen 1983 ohne Rallye-Sieg auf den 5. Platz, obwohl ihre drei ersten Starts mit dem Quattro A2 mit Feuer, Überschlag und Motorschaden endeten. Im folgenden Jahr fuhr auch Röhrl im Audi-Werksteam. Er und Mouton erhielten den neuen Sport quattro, der sich als schadensanfällig erwies. In der Endabrechnung lagen Mouton/Pons auf dem 12. Platz – einen Punkt hinter Röhrl, während ihr Teamkollege Stig Blomqvist mit dem alten Modell die Weltmeisterschaft gewann. Mouton/Pons gewannen 1984 in der Open Rally Class beim Pikes-Peak-Bergrennen in den USA. Beide fuhren 1985 im Team Audi Sport UK nur Europameisterschaftsläufe und zwei Rallyes in Irland und Wales. Außer dem zweiten Platz in Wales war ihre Bilanz: Fahrwerksschaden, Ausfall, Verlust eines Rads, Getriebeschaden, Laderschaden und ein Unfall zum Abschluss.
Die Rallye Korsika 1986 von Mouton/Pons auf einem Peugeot 205 wurde durch einen Getriebeschaden beendet. Pons heiratete und Mouton beendete nach dem Verbot der Gruppe-B-Fahrzeuge zum Saisonende ihre Karriere. Pons bestritt in den Jahren 1985 und 1986 noch zwei Rallyes als Fahrerin. Sie siegte bei der Frauen vorbehaltenen Lady Rally dei Castelli Malatestiani. Als junge Mutter war sie zwischen 1990 und 1993 Beifahrerin bei einigen historischen Rallyes.
Pons kehrte 1994 in den Profisport zurück. Sie navigierte Piero Longhi zu zwei Siegen und einem zweiten Platz bei EM-Läufen. Anschließend bewarb sie sich bei Ari Vatanen, mit dem sie wieder um Weltmeisterschaftspunkte fuhr. Ein dritter Platz in Argentinien, zwei fünfte Plätze und zwei Unfälle waren die Bilanz des Jahres. Mit Vatanen errang sie 1995 den Sieg bei der Pirelli International Rally und den zweiten Platz bei der Hong Kong Beijing Rally der Asia-Pacific Rally Championship (APRC). Im folgenden Jahr wurde sie Copilotin von Piero Liatti, mit dem sie in Indonesien und Katalonien auf dem zweiten Podestplatz stand. Die drei Jahre mit Pons im Subaru-Werksteam waren die erfolgreichsten in Liattis Karriere. Sie kamen wiederholt unter die ersten drei und erreichten 1996 bis 1998 den fünften, sechsten und siebten Platz in der Gesamtwertung der Rallye-Weltmeisterschaft. Bei der legendären Rallye Monte Carlo navigierte Pons Liatti 1997 zum Sieg. Sie siegten nochmals 2000 bei der zur Rallye-Europameisterschaft zählenden Rally della Lana.

### Rallye Raids (1995–2005)
Mit Ari Vatanen hatte Pons 1995 drei erfolgreiche Marathonrallyes bestritten. Sechs Jahre später trafen sich Pons und Jutta Kleinschmidt zum 50. Geburtstag von Michèle Mouton und vereinbarten eine künftige Zusammenarbeit im Volkswagen-Werksteam. Bei ihrer Teilnahme an der Rallye Dakar in den Jahren 2003 bis 2005 erzielten sie zwei Etappensiege. Nach einem achten Platz in der Gesamtwertung 2003 konnten sie 2005 mit dem dritten Platz (erster Podestplatz eines Dieselfahrzeugs) den Erfolg des Frauenteams Kleinschmidt/Thörner von 1999 einstellen.

### Rallyes (2007–2020)
In den Jahren von 2007 bis 2013 navigierte Pons bei einigen ausgewählten Rallyes, bei denen es weder um Welt- noch um Europameisterschafts-Punkte ging. Dazu gehörte die Classic Rallye of Otago in Neuseeland. Ihre Fahrer waren 2007 Alessandro Fiorio, 2008 Michèle Mouton, 2010 Piero Liatti, 2011 Ari Vatanen und 2013 Miki Biasion. Mouton und Pons lagen 2008 in Führung, bis sie ein Motorschaden zur Aufgabe zwang.
Seit 2014 nahm Pons als Copilotin an vielen historischen Rallyes teil. Meist war ihr Fahrer Luigi Battistolli, mit dem sie 2019 die Europameisterschaft der historischen Rallyes gewann. Mit Alberto Battistolli absolvierte sie im Februar 2020 eine Rallye in Rumänien.

### Meinungen
Pons sagte über den ersten Sieg mit Mouton, alle, vor allem die Männer, aber bis zu einem gewissen Grad auch das Team Audi, seien überrascht gewesen. Einige hätten ihn negativ aufgefasst. Ari Vatanen hatte vor dieser Rallye, bei der er Siebter wurde, geäußert: „Ich kann und werde niemals gegen eine Frau verlieren.“
Mehr als zwanzig Jahre später sagte Vatanen, die Jahre mit Pons seien „die goldene Zeit seines Lebens“ gewesen: „Zu Hause folgte ich den Befehlen von Rita und im Auto den Befehlen von Fabrizia!“ Er schätzte ihre Präzision, wie sie ihr Gebetbuch führte, nie eine Notiz übersah, und ihre Perfektion. Wo jeder seiner Beifahrer die Geldbörse aus dem Beutel hinter den Sitzen hervorgekramt hätte, hatte Pons an der passenden Stelle im Gebetbuch die Münze für die Straßengebühren eingeklebt. Vatanen: „Es war eine Freude, mit Fabrizia zusammenzuarbeiten. Vielleicht brauchte ich diese Erfahrung, um zu schätzen, wie es ist, eine Beifahrerin zu haben, die die Notizen in sanften Tönen ausruft, die eine geradezu beruhigende Wirkung auf die Sicherheit eines Fahrers haben! Dennoch konnte sie das Tempo je nach Situation mit höchster Präzision beschleunigen und dann wieder zurücknehmen.“

## Privates
Pons absolvierte ein Architekturstudium. Sie arbeitete anderthalb Jahre als Architektin, unter anderem mit Designern und Ingenieuren von Pininfarina. Nach ihrer Heirat hörte sie 1986 vorübergehend mit dem Rallyesport auf und wurde Mutter eines Sohns und einer Tochter. In ihrer Freizeit singt sie seit dieser Zeit Sopran in einem Chor, mit dem sie auch eine Compact Disc aufgenommen hat.

## Statistik

### Rallye-Weltmeisterschaft
Rallye-Siege
- 1981 Rallye Sanremo, mit Michèle Mouton
- 1982 Rallye Portugal, mit Michèle Mouton
- 1982 Acropolis Rally, mit Michèle Mouton
- 1982 Rallye Brasilien, mit Michèle Mouton
- 1997 Rallye Monte Carlo, mit Piero Liatti

Bemerkenswertes
- 1982 Vize-Weltmeisterin mit Michèle Mouton
- 1977 Rallye Sanremo, 9. Platz (als Fahrerin) mit Gabriella Zappia[2]

### Marathon-Rallyes (Rallye Raids)
- 1995 Rallye Tunesien, 3. Platz mit Ari Vatanen[11]
- 1995 Atlas-Rallye in Marokko, Gesamtsieg mit Ari Vatanen[11]
- 1995 Baja Portugal (Baja 1000), Gesamtsieg mit Ari Vatanen[11]
- 2003 Rallye Dakar, 8. Gesamtplatz mit Jutta Kleinschmidt
- 2004 Rallye Dakar, 21. Gesamtplatz mit Jutta Kleinschmidt (ein Etappensieg)
- 2005 Rallye Dakar, 3. Gesamtplatz mit Jutta Kleinschmidt (ein Etappensieg)
- 2005 Baja Portalegre 500, 2. Gesamtplatz mit Jutta Kleinschmidt

### Rallye-Europameisterschaft
Rallye-Siege
- 1979 ÖASC-Rallye, mit Luigi Battistolli
- 1994 Rally del Ciocco e Valle del Serchio, mit Piero Longhi
- 1994 Rallye Mille Miglia, mit Piero Longhi
- 1997 Rallye Madeira, mit Piero Liatti
- 2000 Rallye della Lana, mit Piero Liatti

Historische Rallye-Europameisterschaft
- 2019 Europameisterin mit Luigi Battistolli (Klasse 4)[3]

### Sonstiges
- 1984 Pikes Peak International Hill Climb, Sieg in der Open Rally Class mit Michèle Mouton
- 1985 Lady Rally dei Castelli Malatestiani, Sieg als Fahrerin[2]
- 1995 Pirelli International Rally, Sieg mit Ari Vatanen.[11]

## Eigene Veröffentlichungen
- mit Maurizia Baresi: Blu notte azzurro rally. Edinform, November 1983, S. 128, (italienisch).